# Ben Chonzie
Der Ben Chonzie (schottisch-gälisch Beinn a’ Chóinnich, „Kuppe des Mooses“) ist ein 931 m (3.054 ft) hoher Berg in der Council Area Perth and Kinross in Schottland. Er zählt zu den Munros und liegt in der weitläufigen Moor- und Heidelandschaft zwischen Crieff und Loch Tay, deren höchsten Punkt er darstellt. 
Im Unterschied zu vielen anderen Munros besitzt der Ben Chonzie keinen ausgeprägten Gipfel, sein höchster Punkt befindet sich auf einem weitläufigen grasigen Plateau und wird lediglich durch einen größeren Cairn markiert. Lediglich nach Osten hin befinden sich ein paar steilere Felsabbrüche. Auch die Anstiege aus den benachbarten Tälern Glen Turret und Glen Lednock verlangen keine besonderen Anstrengungen. Der Ben Chonzie wird daher öfters als „langweiligster Munro“ bewertet. Bekannt sind der Berg und die umliegenden Täler für einen großen Bestand an Schneehasen.

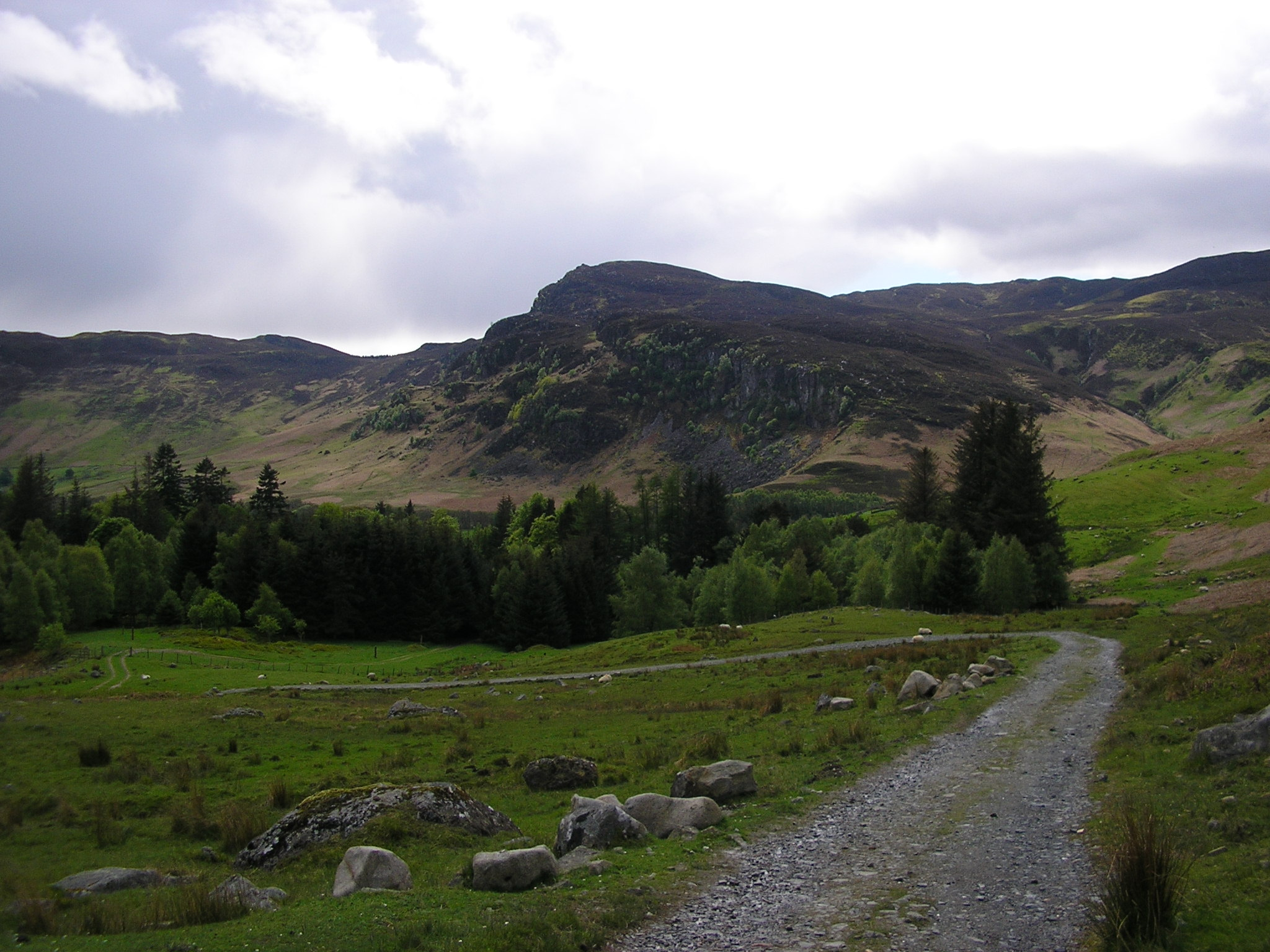
Blick von Osten zum Gipfel
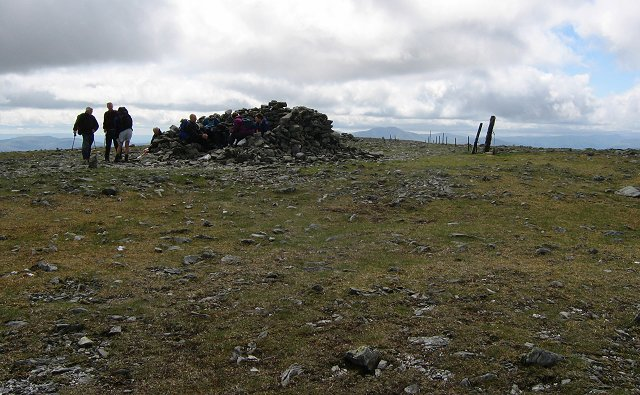
Cairn auf dem Gipfelplateau des Ben Chonzie